# Стубб, Йоран
Йоран Стубб ( Göran Stubb; род. 10 марта 1935, Кякисалми, Финляндия) — финский хоккейный функционер и скаут. Отец действующего президента Финляндии Александра Стубба.

## Биография

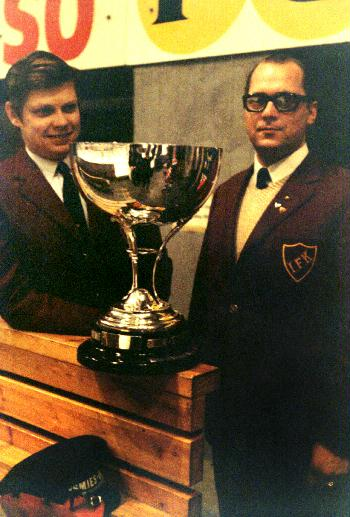
Стубб (слева) с Кубком Ахерна (1970 г.)

Родился 10 марта 1935 года в городе Кякисалми (ныне — Приозерск, Ленинградской области), в семье Вельмара Стубба и Мариты Брейтенштейн, уроженцев Выборга. В 1939 году, после начала Зимней войны, переехал с родителями в Хельсинки.
В 1961 году, после работы на мелких должностях в ХИФК, 26-летний Стубб стал главой хоккейного подразделения клуба. Под его руководством, хоккейный ХИФК превратился из любительской команды в полностью профессиональный клуб, трижды выигрывал чемпионат Финляндии и завоевал Кубок Ахерна в 1970 году. Также Стубб приглашал в команду игроков из-за океана, наиболее известным из которых был канадец Карл Брюэр.
В 1977 году он ушёл из клуба и занял должность управляющего директора финского хоккейного союза. Был ответственен за проведение чемпионата мира 1982 года. После ухода из федерации в 1983 году, стал сотрудником европейского отдела центрального скаутского бюро НХЛ, где отработал около 40 лет, объявив об окончании карьеры в 2023 году.
В 1991 году был включён в финский хоккейный зал славы, а в 2000 году в зал славы ИИХФ.

## Личная жизнь
Первой супругой Йорана стала Кристель Сетяля (1943—2008), дочь профессора патологической анатомии Кая Сетяля, с которой он состоял в браке с 1966 года до её смерти в 2008. Супруги имели двух сыновей: старший — Александр (р. 1968), политик, избранный в 2024 году президентом Финляндии. Младший — Николас (р. 1970), IT-специалист.
В 2016 году женился во второй раз на певице Пиркко Манноле.
Йоран Стубб стал лишь вторым отцом президента в истории Финляндии, сын которого избрался президентом при жизни отца. Ранее президентство сына удалось застать лишь Эвальду Реландеру, отцу второго президента Финляндии Лаури Реландера.